# 広域分散並列シスプレックス

広域分散並列シスプレックス (GDPS) の概略図。

広域分散並列シスプレックス（こういきぶんさんへいれつシスプレックス、英: Geographically Dispersed Parallel Sysplex, GDPS）は、IBMのメインフレームによるビジネスの継続性とディザスタリカバリ (災害対策・災害復旧) のソリューションの系列である。
広域分散並列シスプレックスは、シスプレックス内の論理区画 (LPAR) をそのオペレーティングシステム (OS) と結合機構 (CF) を含めて監視する。
また広域分散並列シスプレックスは、DASDデータの複製も監視する。
広域分散並列シスプレックスの系列には、単一サイトの設定のソリューションおよび複数サイトの設定のソリューションがある。
- 1つのサイトの設定
GDPS/HyperSwapマネージャ
GDPS/HyperSwapマネージャは、Peer-to-Peer遠隔コピー (PPRC、Peer-to-Peer Remote Copy) 技術に基づくビジネス継続性のソリューションである。GDPS/HyperSwapマネージャは、アプリケーションソフトウェア透過な記憶装置のスワップを可能にするHyperSwap技術を実装している。
- 2つのサイトの設定
GDPS/PPRC
GDPS/PPRCは、Peer-to-Peer遠隔コピー (PPRC、Peer-to-Peer Remote Copy) による同期ミラーリング技術に基づく、ビジネスの継続性とディザスタリカバリ (災害対策・災害復旧) のソリューションである。GDPS/PPRCは、HyperSwap技術に加えてDASDあるいはCPUに障害が発生した場合のオペレーティングシステム (OS) の再起動のための自動化の機能を実装している。
GDPS/XRC
GDPS/XRCは、非同期の拡張遠隔コピー (XRC、Extended Remote Copy) 技術に基づくディザスタリカバリのソリューションである。GDPS/XRCは、DASDあるいはCPUに障害が発生した場合のオペレーティングシステム (OS) の再起動のための自動化の機能を実装している。
GDPS/GM
GDPS/GMは、IBMグローバルミラー技術に基づくディザスタリカバリのソリューションである。GDPS/GMは、DASDあるいはCPUに障害が発生した場合のオペレーティングシステム (OS) の再起動のための自動化の機能を実装している。
- 3つのサイトの設定 - 3つのサイトの設定のソリューションは、同期ミラーリング技術と非同期ミラーリング技術をむすびつけて実現する。このソリューションの目的は、遠隔地から災害復旧機能の保守を行っている間に、ディスクあるいはサイトに障害が発生した場合のビジネスの継続性を提供することである。
GDPS/MGM
GDPS/GMとむすびつけたGDPS/PPRCに基づくソリューション
GDPS/MzGM
GDPS/XRCとむすびつけたGDPS/PPRCに基づくソリューション